# 현대코리아연구소
현대코리아연구소(일본어: 現代コリア研究所)는 1961년에 일본조선연구소(日本朝鮮研究所)라는 명칭으로 설립된 현대 한국 연구기관이다. 일본인의 입장에서 옆 나라인 남북한의 정치, 경제, 사회, 문화, 재일한국·조선인 문제 등 각 방면에 걸친 연구를 진행하기 위해 설립되었다.